# José Barón Carreño
José Barón Carreño (Gérgal, Almería, 1918 - París, 19 de agosto de 1944) fue un miembro de la Agrupación de Guerrilleros Españoles, resistente comunista y republicano español.

## Biografía
A raíz de la guerra civil española, muchos republicanos se unieron a las filas de la Resistencia europea desde el comienzo de la ocupación por los nazis.
José Barón Carreño se unió a las filas republicanas en el verano de 1936. Después de la victoria de Franco, continuó la lucha contra los nazis y sus aliados en Francia bajo el seudónimo "Robert". Participó en la creación de la Unión Nacional Española (antifranquista) (UNE), una organización que reúne a republicanos españoles de diversas tendencias que luchan contra Franco y la ocupación nazi.
Desde 1942, José Barón Carreño desempeñó un papel importante en la organización y coordinación de los grupos armados españoles en Francia. En mayo de 1944 es nombrado jefe de la zona norte de la Agrupación de Guerrilleros Españoles, al mando de la cual participó en la Liberación de París. Murió en combate en el primer día de la sublevación popular de París, el 19 de agosto de 1944, en la intersección del Boulevard Saint-Germain con la Rue Villersexel, a la edad de 26 años y es considerado en Francia como un héroe de la liberación de la capital.
Gracias a la labor de dignificación de la memoria de los combatientes republicanos en Francia de la AAGEEF (Asociación de Antiguos Guerrilleros Españoles en Francia), fue declarado "Mort pour la France" ("Muerto por Francia") por el gobierno francés.
Está enterrado en el “Carré Militaire – 12e Division, ligne 2 bis” del cementerio de Pantin.

## Homajes públicos
- El Consejo de París votó por unanimidad de todos los grupos políticos[3] para colocar una placa conmemorativa en el espacio público en homenaje a José Barón Carreño, en el lugar donde cayó, en la esquina del boulevard Saint-Germain y la calle de Villersexel en el VII Distrito de París.

- La Ciudad de París le rinde un homenaje oficial cada 25 de agosto.[4] En 2019, con motivo de las celebraciones por el 75 aniversario de la Liberación de París, la ministra de Justicia de España, Dolores Delgado, estuvo presente junto a los oficiales franceses.[5]